# Bangpendah
Bangpendah is een bestuurslaag in het regentschap Bangkalan van de provincie Oost-Java, Indonesië. Bangpendah telt 2079 inwoners (volkstelling 2010).